# Ian Paice
Ian Anderson Paice (Født 29. juni 1948) er en britisk trommeslager. Han er det eneste originale medlem af gruppen Deep Purple som han dannede i 1968. Fra 1982 til 1984 spillede Paice for Gary Moore, hvor han medvirkede på et par udgivelser og en turné, før han i april 1984 vendte tilbage til Deep Purple, hvor han stadig spiller.